# Гней Манлий Цинциннат
Гней Манлий Цинциннат (лат. Gnaeus Manlius Cincinnatus; ум. 480 до н. э.) — римский политик и военачальник, консул 480 до н. э.
Первый представитель рода Манлиев, достигший консулата. В исторической литературе высказывалось предположение, что когномен Цинциннат, упоминаемый тремя поздними источниками возник в результате ошибки, поскольку кроме этого случая его носили только члены рода Квинкциев. Ф. Мюнцер предположил, что на самом деле когномен Манлия — Вульсон, а Цинциннатом звали консула-суффекта, назначенного вместо него. Р. Броутон оспаривает это предположение, указывая, что под соответствующим годом на камне, где высечены Капитолийские фасты, недостаточно места для консула-суффекта, да и ни один источник о нём не упоминает.
В 480 до н. э. был консулом вместе с Марком Фабием Вибуланом. В тот год плебейский трибун Тиберий Понтифиций выступил с проектом земельного закона, а чтобы добиться его рассмотрения, пытался сорвать войсковой набор. Склонив на свою сторону нескольких его коллег, сенатская олигархия блокировала все эти инициативы. Собрав значительные силы, оба консула выступили против вейентов и дали им сражение под стенами Вей. Манлий, командовавший правым крылом, потеснил этрусков, но вскоре был ранен и вернулся в лагерь. Лишившись командира, римляне начали отступать; запасной отряд вейентов напал на лагерь, и консул погиб при его обороне.